# Munsley
Munsley – wieś i civil parish w Anglii, w hrabstwie Herefordshire. W 2001 civil parish liczyła 96 mieszkańców. Munsley jest wspomniana w Domesday Book (1086) jako Moneslai/Muleslage/Muneslai.